# Бруно Сукуліні
Бруно Сукуліні (ісп. Bruno Zuculini, нар. 2 квітня 1993, Белен-де-Ескобар) — аргентинський футболіст, півзахисник клубу «Рівер Плейт».
Молодший брат Франко Сукуліні, також футболіста.

## Клубна кар'єра
Народився 2 квітня 1993 року в місті Белен-де-Ескобар. Вихованець футбольної школи клубу «Расинг» (Авельянеда). Дебютував в  аргентинській Прімері 14 лютого 2010 року у віці 16 років в матчі проти «Хімнасії» з Ла-Плати, вийшовши в стартовому складі, а у другому таймі зустрічі був замінений на Адріана Лусеро. За підсумками Апертури 2011 Сукуліні в складі «Расінга» став віце-чемпіоном країни. 17 червня 2012 року футболіст забив перший в кар'єрі гол (у ворота Гільєрмо Сари з клубу «Атлетіко Рафаела»). Загалом у рідному клубі за п'ять років взяв участь у 92 матчах чемпіонату і в останні два сезони був основним гравцем команди.
Влітку 2014 Бруно Сукуліні перейшов в англійський клуб «Манчестер Сіті». 10 серпня 2014 року дебютував за манчестерців у матчі на Суперкубок Англії, замінивши на 60-ій хвилині Едіна Джеко, втім його команда поступилась столичному «Арсеналу» 0:3 і не здобула трофей.
Через кілька днів після цього, 19 серпня 2014 року, Сукуліні був відданий в оренду на сезон в клуб іспанської Ла Ліги «Валенсія» і дебютував за неї в чемпіонаті 29 серпня, зігравши один тайм у грі проти «Малаги», замінивши по перерві Андре Гоміша. Ці 45 хвилин так і залишились єдиним для гравця за основу «кажанів», тому 30 січня 2015 року оренда Сукуліні була достроково завершена і другу половину сезону він провів в іншому клубі Ла Ліги «Кордова». За підсумками того сезону команда зайняла останнє місце в лізі і понизилась у класі, а іспанська газета Marca назвала Бруно у своїй символічній найгіршій команді сезону.
Сезон 2015/16 Сукуліні розпочав у «Манчестер Сіті» під керівництвом Мануеля Пеллегріні, але не зіграв жодної офіційної гри і 26 жовтня 2015 року був відданий в короткострокову місяну оренду в клуб англійського Чемпіоншипу «Мідлсбро», а 25 листопада 2015 року термін був продовжений до 2 січня 2016 року. За цей час Сукуліні взяв участь у 6 офіційних матчах (5 у чемпіонаті та 1 у Кубку ліги). У січні він повернувся в «Манчестер Сіті», але продовжив тренування без команди і в лютому був відданий до кінця сезону в оренду в грецький АЕК. 4 лютого 2016 року він дебютував за клуб у матчі проти Іракліса (1:0), допомагаючи своєму клубу вийти до півфіналу Кубка Греції, який потім його команда і виграє. Але вже у третій грі за клуб 23 лютого 2016 року аргентинський півзахисник зазнав серйозної травми плесневої кістки і повинен був повернутися до Англії, щоб пройти операцію. В клуб Бруно повернувся лише в травні, зігравши після цього свій четвертий і останній матч за афінян проти «Паніоніса»
З літа 2016 року Сукуліні знову залишався поза заявкою «Манчестер Сіті», який тренував вже Пеп Гвардіола, і в кінці серпня Бруно відданий в оренду в «Райо Вальєкано» з іспанської Сегкнди. У новій команді, очолюваній Рубеном Барахою, так і не став основним гравцем, тому 17 січня достроково покинув клубу, зігравши лише 9 матчів чемпіонату і 2 у кубку. Натомість другу половину сезону гравець провів в італійській «Вероні», де став виступати разом зі своїм братом Франко і допоміг їй вийти до Серії А.
11 червня 2017 року аргентинець перейшов у «Верону» на постійній основі, підписавши чотирирічний контракт. Втім після цього Бруно провів в клубі лише пів сезону і у січні 2018 року повернувся на батьківщину, ставши гравцем «Рівер Плейта». В тому ж році Сукуліні завоював з командою Суперкубок Аргентини і Кубок Лібертадорес. Станом на 28 грудня 2018 року відіграв за команду з Буенос-Айреса 16 матчів в національному чемпіонаті.

## Виступи за збірну
Протягом 2011—2013 років залучався до складу молодіжної збірної Аргентини і став з командою бронзовим призером молодіжного чемпіонату Південної Америки 2011 року, де забив два голи. Всього на молодіжному рівні зіграв у 8 офіційних матчах, забив 2 голи.

## Статистика виступів

### Статистика клубних виступів
| Сезон                           | Команда                         | Чемпіонат                       | Чемпіонат | Чемпіонат | Національний кубок | Національний кубок | Національний кубок | Континентальні кубки | Континентальні кубки | Континентальні кубки | Інші змагання | Інші змагання | Інші змагання | Усього | Усього |
| Сезон                           | Команда                         | Ліга                            | Ігор      | Голів     | Ліга               | Ігор               | Голів              | Ліга                 | Ігор                 | Голів                | Ліга          | Ігор          | Голів         | Ігор   | Голів  |
| ------------------------------- | ------------------------------- | ------------------------------- | --------- | --------- | ------------------ | ------------------ | ------------------ | -------------------- | -------------------- | -------------------- | ------------- | ------------- | ------------- | ------ | ------ |
| 2009–10                         | «Расинг» (Авельянеда)           | ПД                              | 7         | 0         | КА                 | 0                  | 0                  | -                    | -                    | -                    | -             | -             | -             | 7      | 0      |
| 2010–11                         | «Расинг» (Авельянеда)           | ПД                              | 12        | 0         | КА                 | 0                  | 0                  | -                    | -                    | -                    | -             | -             | -             | 12     | 0      |
| 2011–12                         | «Расинг» (Авельянеда)           | ПД                              | 15        | 1         | КА                 | 4                  | 0                  | -                    | -                    | -                    | -             | -             | -             | 19     | 1      |
| 2012–13                         | «Расинг» (Авельянеда)           | ПД                              | 32        | 5         | -                  | -                  | -                  | ПАК                  | 2                    | 0                    | -             | -             | -             | 34     | 5      |
| 2013–14                         | «Расинг» (Авельянеда)           | ПД                              | 26        | 4         | -                  | -                  | -                  | ПАК                  | 2                    | 0                    | -             | -             | -             | 28     | 4      |
| Усього за «Расинг» (Авельянеда) | Усього за «Расинг» (Авельянеда) | Усього за «Расинг» (Авельянеда) | 92        | 10        |                    | 4                  | 0                  |                      | 4                    | 0                    |               | -             | -             | 100    | 10     |
| 2014–15                         | «Манчестер Сіті»                | ПЛ                              | 0         | 0         | КА+КЛ              | 0+0                | 0                  | ЛЧ                   | 0                    | 0                    | СА            | 1             | 0             | 1      | 0      |
| 2014–15                         | «Валенсія»                      | ПД                              | 1         | 0         | КІ                 | 0                  | 0                  | -                    | -                    | -                    | -             | -             | -             | 1      | 0      |
| 2014–15                         | «Кордова»                       | ПД                              | 8         | 0         | КІ                 | 0                  | 0                  | -                    | -                    | -                    | -             | -             | -             | 8      | 0      |
| 2015–16                         | «Мідлсбро»                      | Ч (ІІ)                          | 5         | 0         | КА+КЛ              | 0+1                | 0                  | -                    | -                    | -                    | -             | -             | -             | 6      | 0      |
| 2015–16                         | АЕК                             | СЛ                              | 3         | 0         | КГ                 | 1                  | 0                  | -                    | -                    | -                    | -             | -             | -             | 4      | 0      |
| 2016–17                         | «Райо Вальєкано»                | СД (ІІ)                         | 9         | 0         | КІ                 | 2                  | 0                  | -                    | -                    | -                    | -             | -             | -             | 11     | 0      |
| 2016–17                         | «Верона»                        | B (ІІ)                          | 16        | 1         | КІ                 | 0                  | 0                  | -                    | -                    | -                    | -             | -             | -             | 16     | 1      |
| 2017–18                         | «Верона»                        | A                               | 16        | 2         | КІ                 | 3                  | 1                  | -                    | -                    | -                    | -             | -             | -             | 19     | 3      |
| Усього за «Верону»              | Усього за «Верону»              | Усього за «Верону»              | 32        | 3         |                    | 3                  | 1                  |                      | -                    | -                    |               | -             | -             | 35     | 4      |
| 2018                            | «Рівер Плейт»                   | ПД                              | 5         | 0         | КА                 | 0                  | 0                  | КЛ                   | 2                    | 0                    | -             | -             | -             | 0      | 0      |
| Усього за кар'єру               | Усього за кар'єру               | Усього за кар'єру               | 149+1     | 13        |                    | 11                 | 1                  |                      | 4                    | 0                    |               | 1             | 0             | 166    | 14     |

## Титули і досягнення
- Володар Кубка Греції (1):

АЕК: 2015–16
- Володар Суперкубка Аргентини (2):

«Рівер Плейт»: 2017, 2019
- Володар Кубка Лібертадорес (1):

«Рівер Плейт»: 2018
- Переможець Рекопи Південної Америки (2):

«Рівер Плейт»: 2019
«Расінг»: 2025
- Володар Кубка Аргентини (1):

«Рівер Плейт»: 2019
- Чемпіон Аргентини (2):

«Рівер Плейт»: 2021, 2023
- Володар Південноамериканського кубка (1):

«Расінг»: 2024